# Робна кућа
Робна кућа је малопродајно предузеће које нуди широк спектар робе широке потрошње у различитим категоријама производа. У великим градовима робне куће су се појавиле средином 19. века и трајно преобликовале куповне навике и дефиницију услуга и луксуза.